# Sint-Martinuskerk (Itteren)
De Sint-Martinuskerk is een kerkgebouw in het dorp Itteren in het noordoosten van de Nederlandse stad Maastricht. De kerk en haar voorgangers hebben vanouds dienstgedaan als parochiekerk van de rooms-katholieke parochie van de heilige Martinus (Sint-Maarten) in Itteren. De kerk is sinds 1966 een rijksmonument.

## Geschiedenis
De Martinuskerk van Itteren wordt voor het eerst genoemd in de geschreven bronnen in 1441. Het patronaatsrecht behoorde toe aan de heer van Hartelstein en de tienden kwamen voor een derde toe aan de proosdij van Meerssen en voor twee derde aan het kapittel van Onze Lieve Vrouw te Maastricht, dat ook belast was met het onderhoud van het schip van de kerk. In 1560 was een zekere Petrus Sauvage er pastoor. Vanaf 1698 zijn alle namen van pastoors bekend.
Een tekening van Josua de Grave uit 1676 toont een eenvoudig zaalkerkje met dakruiter. Het schip is waarschijnlijk op een bepaald moment naar het oosten toe uitgebreid met een extra travee of een koor, want op de tekening is een bouwnaad te onderscheiden.
De huidige kerk werd in 1784 gebouwd naar een ontwerp van de Maastrichtse stadsbouwmeester Mathias Soiron. Volgens het kerkelijk archief werd het schip van de kerk in opdracht van het Onze-Lieve-Vrouwekapittel gebouwd, het smallere priesterkoor in opdracht van de Staten-Generaal (Itteren was sinds het Partagetraktaat Staats) en de daarachter gelegen sacristie in opdracht van de burgerlijke gemeente. Bouwpastoor was Johannes Loyens, die in 1818 in de kerk begraven werd. Pas op 6 juli 1855, twee jaar na het herstel van de bisschoppelijke hiërarchie, werd de kerk geconsacreerd door mgr. Vrancken, titulair bisschop van Colophon en apostolisch vicaris te Batavia, bijgestaan door mgr. Paredis, de eerste bisschop van Roermond.
In 1893 werd Soiron's barokke dakruiter met knobbelspits vervangen door de huidige neoromaanse kerktoren, ontworpen door H. Lemmens uit Kerkrade. Tevens werd de kerk aan de westzijde met één travee uitgebreid. Het barokke koor met aansluitende sacristie werd in 1926 vervangen door het huidige koor naar ontwerp van J. Bemelmans, waarbij tevens de beide transepten werden toegevoegd.
In de eerste helft van de 20e eeuw (en wellicht ook al in de 19e eeuw) vormde de kerk het centrum van een Brigida-devotie, waarbij op 1 februari boeren uit Itteren en omgeving en uit de Belgische grensstreek naar de Sint-Martinuskerk kwamen om hun vee te laten zegenen.
De kerk is in 1985-'86 gerestaureerd. P.Backus, sinds 1994 pastoor van de parochie H. Cornelius te Borgharen, is vanaf 1 januari 1999 tevens pastoor van de parochie H. Martinus te Itteren.

## Beschrijving

### Exterieur
De kerk van Itteren is een eenbeukige kruiskerk met een kerktoren van drie geledingen met ingesnoerde spits. Vier traveeën van het schip behoren tot de in 1784 door Mathias Soiron gebouwde kerk. De toren in neoromaanse stijl en de vijfde travee werden door H. Lemmens in 1893 toegevoegd. Het transept uit 1926 en het driezijdig gesloten koor zijn ontworpen door J. Bemelmans en sluiten qua bouwstijl aan bij het schip van Soiron. De kerk is opgetrokken in baksteen en is gedekt met leien. De rondboogvensters van het 18e-eeuwse bouwdeel zijn van Naamse steen met uitspringende sluitstenen en imposten. De onderste geleding van de toren aan de voorkant en de hoeken van het transept en het koor zijn afgezet met zowel hardsteen als mergelsteen.
De kerk ligt in het oude deel van Itteren, omgeven door een ommuurd kerkhof. Op het kerkhof bevinden zich drie oude grafkruisen - twee uit 1622 - met Nederlandse tekst in Latijnse majuskels.

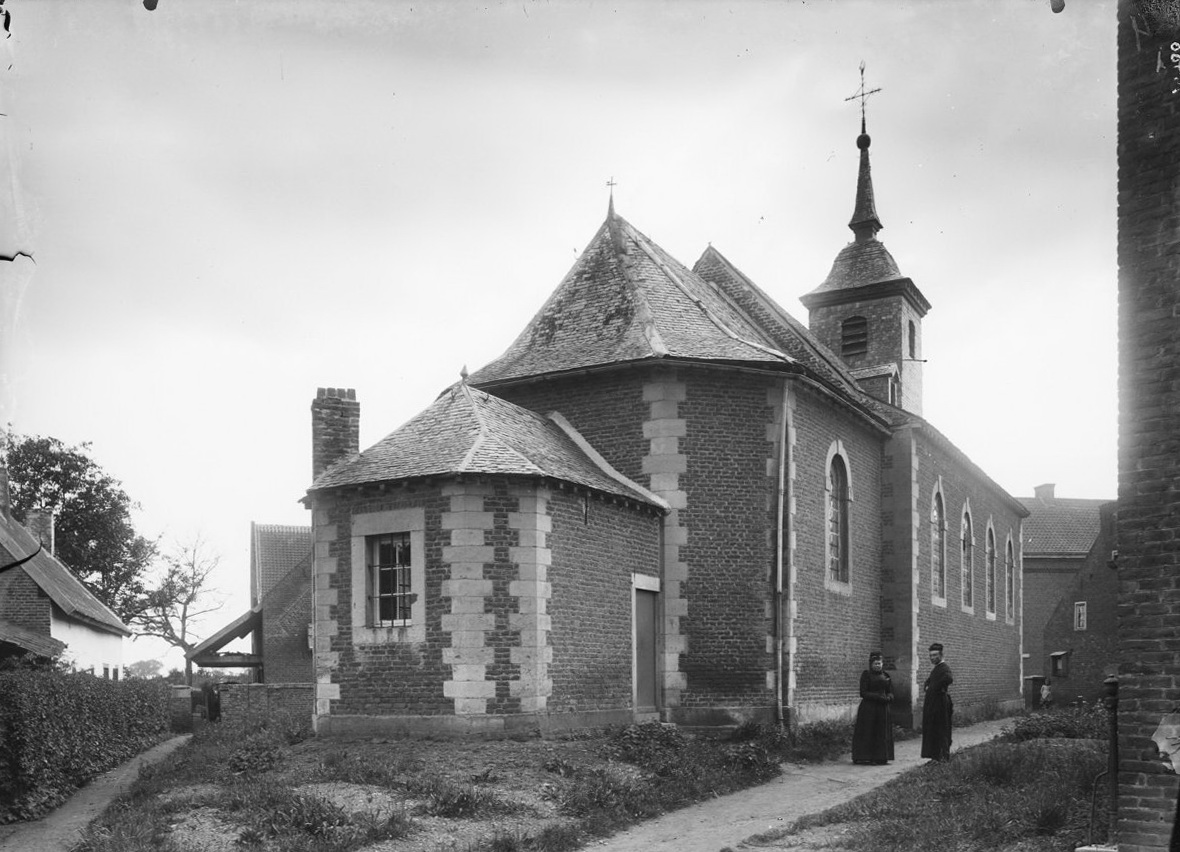
De kerk vóór 1893
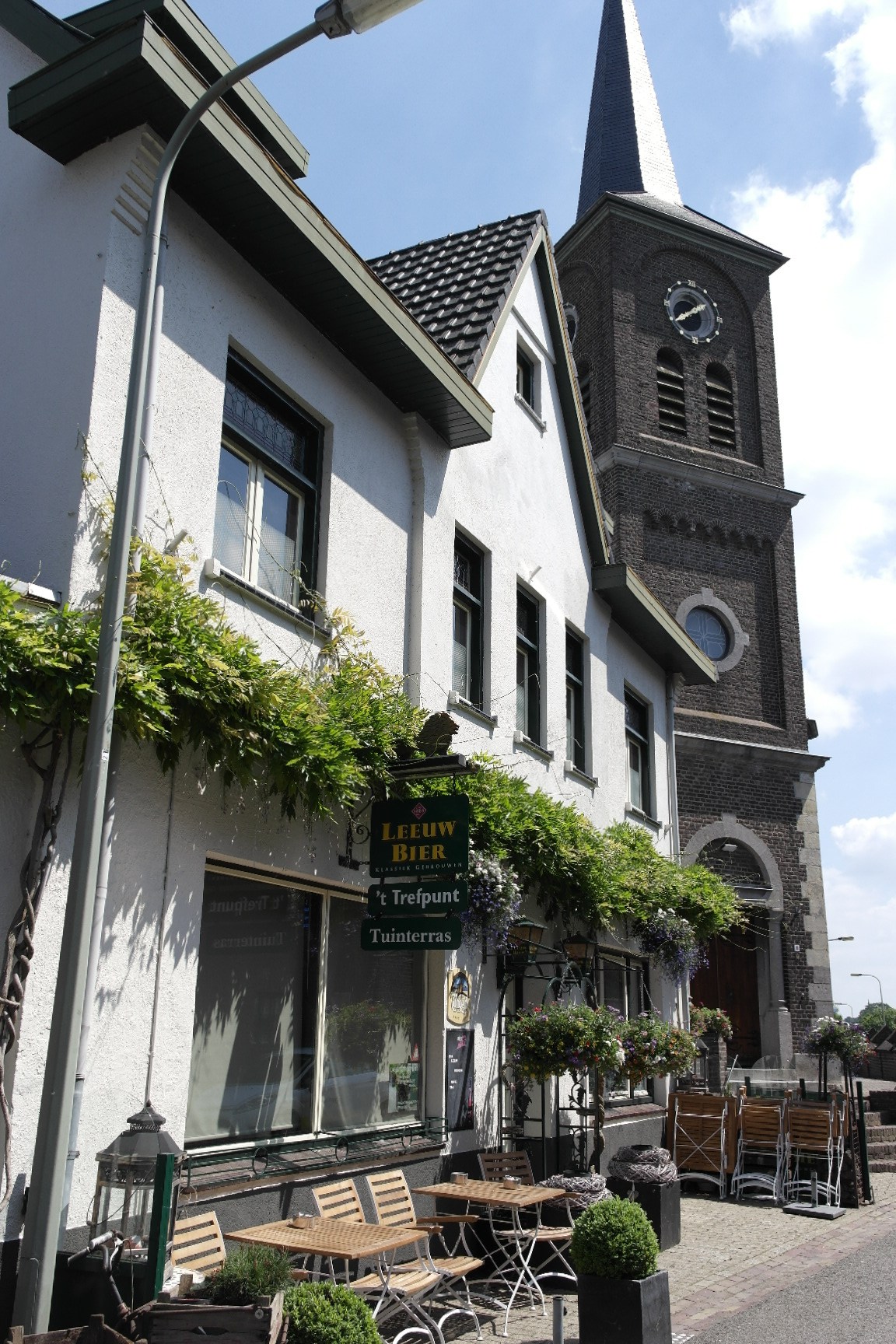
Brigidastraat en kerktoren
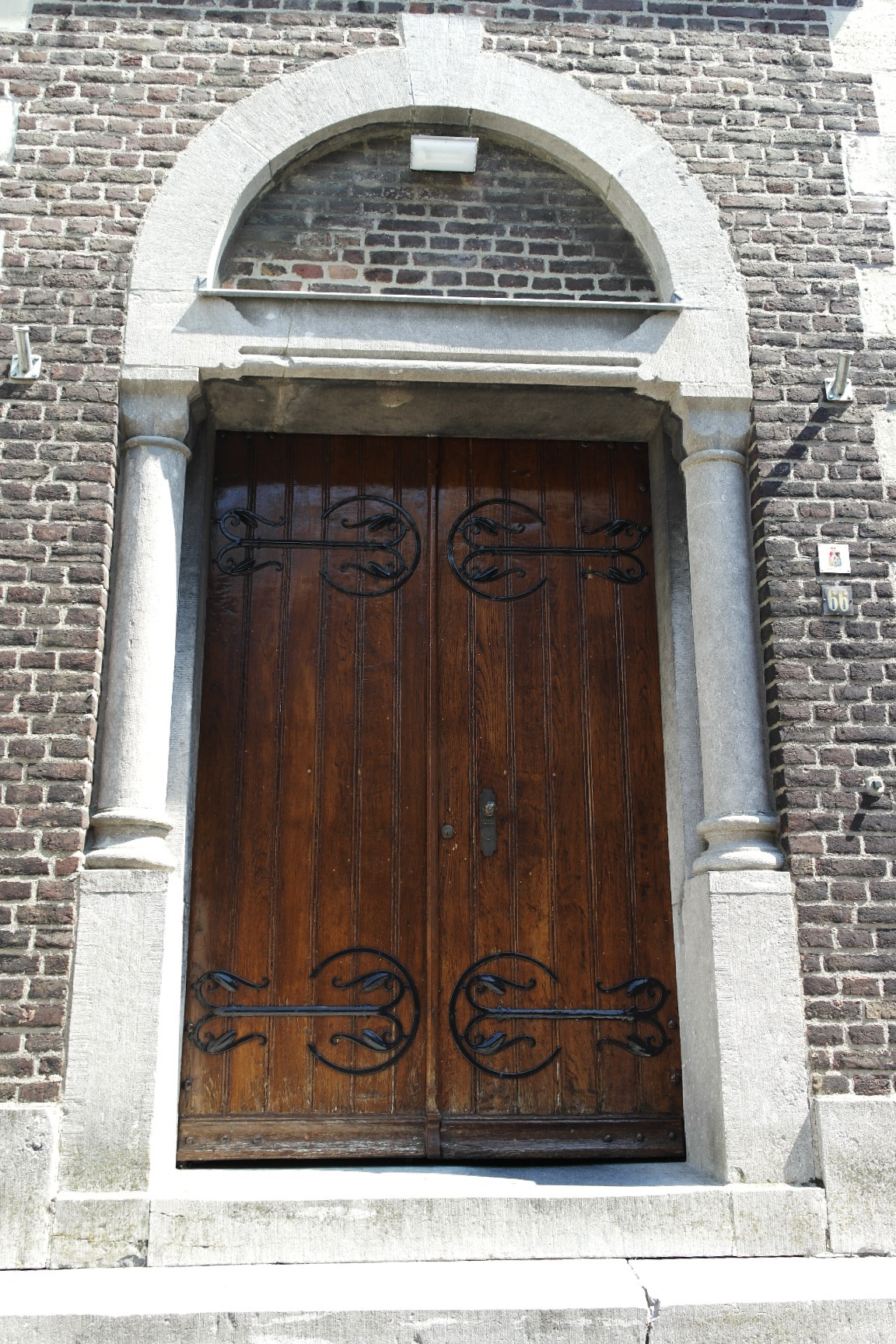
Detail entree
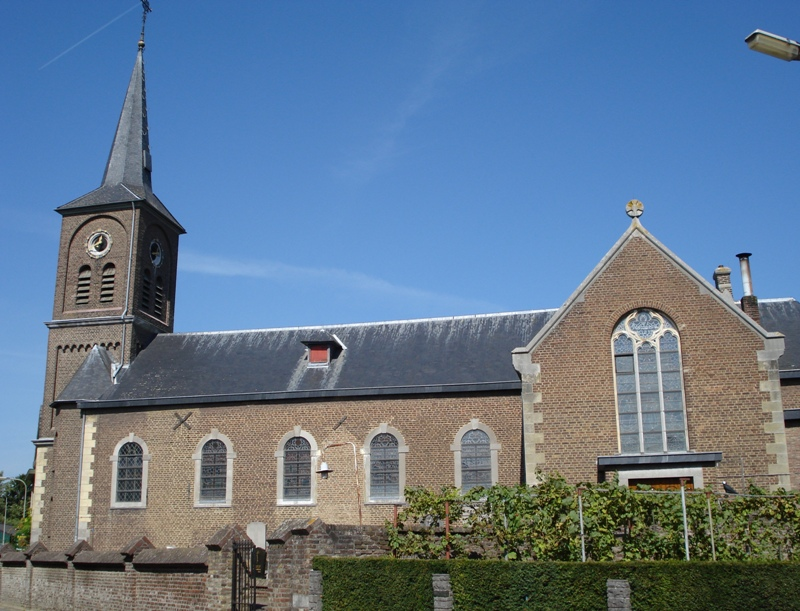
Overzicht zuidgevel
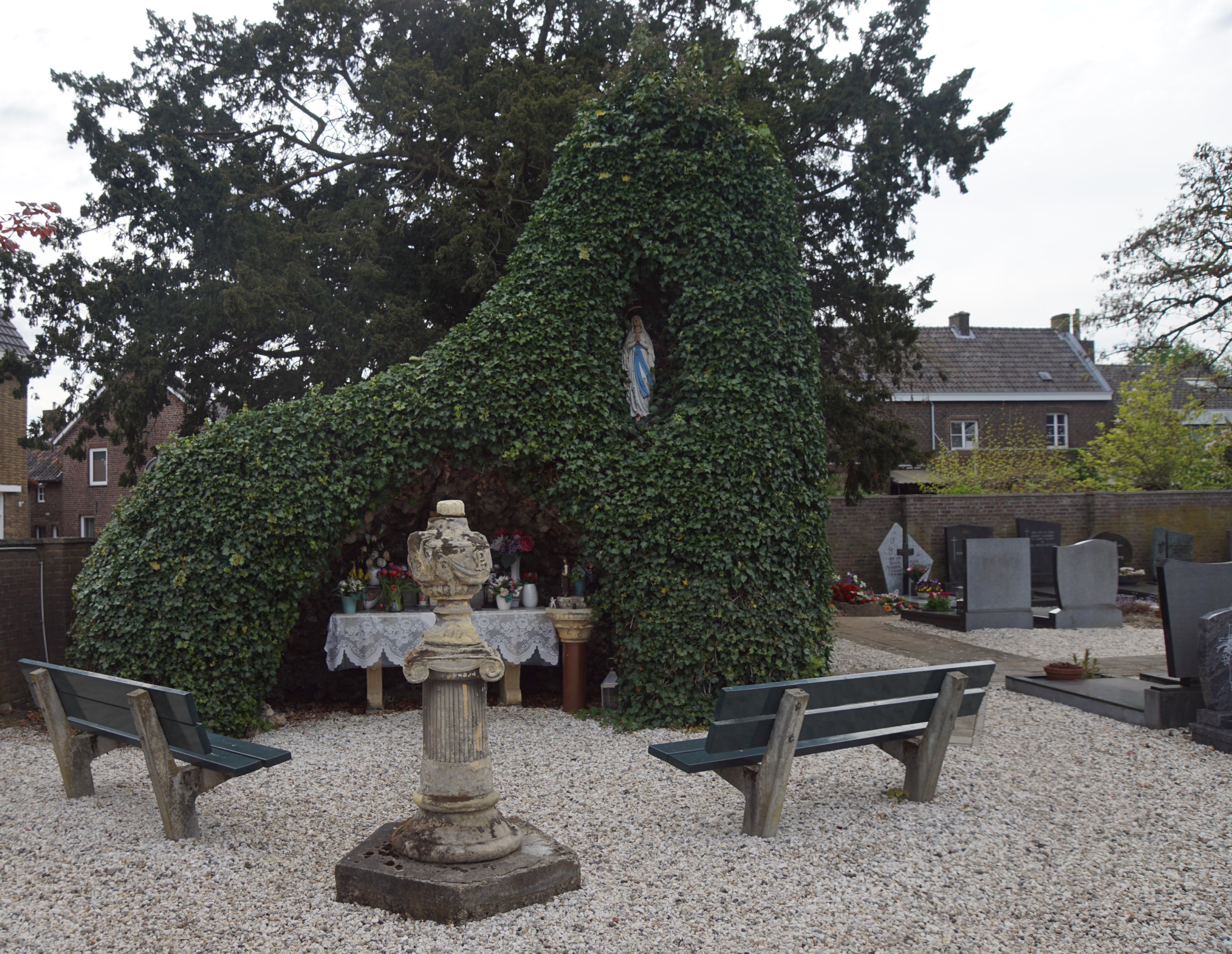
Mariagrot op het kerkhof

### Interieur

#### Ruimtelijke indeling, glas-in-loodramen
De Sint-Martinuskerk bestaat uit een eenbeukig schip met een transept en een priesterkoor. Het schip wordt gedekt door een stucgewelf dat in 1893 werd aangebracht. Het interieur is wit geschilderd.
De kerk van Itteren telt een 15-tal gebrandschilderde glas-in-loodramen, allemaal in de periode 1927-'28 gemaakt in het atelier van de firma A. Jeurissen in Hasselt. Afgebeeld zijn onder meer: de verkondiging van het geloof, de verschijning van het Heilig Hart van Jezus aan Margaretha-Maria Alacoque, de verschijning van Maria aan Bernadette Soubirous, de heilige Martinus van Tours deelt zijn mantel met een bedelaar, de geboorte van Jezus, Maria en Johannes onder het kruis, de Emmaüsgangers, de kroning van Maria, de heilige Brigida van Kildare, de Heilige Familie, Dominicus Guzman ontvangt een rozenkrans van de Moeder Gods en de heilige Johannes van Dukla.

#### Orgel, meubilair, doopvont
Medio 19e eeuw beschikte de kerk reeds over een kerkorgel. In 1921 werd een nieuw orgel geplaatst van de Gebroeders Vermeulen uit Weert. Toen dit niet langer voldeed schakelde de kerk van 1964 tot 2002 over op een elektronisch orgel. In 2002 werd een in 1965 door Verschueren Orgelbouw uit Heythuysen gebouwd tweemanuaals orgel van de voormalige parochiekerk van de Maastrichtse wijk Malpertuis overgenomen. De uit de vroege 19e eeuw daterende orgelgalerij met ronde balusters werd bij de uitbreiding van de kerk herplaatst.
De preekstoel in Lodewijk XVI-stijl is vervaardigd rond 1800, waarschijnlijk naar een ontwerp van Mathias Soiron. Een deel van het eveneens door Soiron ontworpen hoofdaltaar bevindt zich thans in een Mariakapel aan de Pasestraat in Itteren. De kerk bezit verder een houten communiebank versierd met acanthusranken uit 1849 van J.H. Dieterich uit Maasniel.
De kerk bezit een rond, hardstenen doopvont, dat wellicht uit de 17e eeuw dateert. De voet en het koperen deksel dateren uit 1838-'39. Een middeleeuwse doopvont dat vroeger bij de pastorie stond is verdwenen.

#### Overige kunstvoorwerpen
De Sint-Martinuskerk bezit diverse waardevolle schilderijen, beelden en kunstvoorwerpen, waarvan sinds de jaren 60 een deel spoorloos verdwenen is. Uit het laatste kwart van de 18e eeuw dateert een schilderij van een Romeinse soldaat die een martelares dood, die weigert een heidens offer te brengen, en een vroeg-19e-eeuws schilderij van de Kruisiging van Jezus.
Kunsthistorisch van grote waarde is het 85 cm hoge beeld van Sint-Anna te Drieën dat wordt toegeschreven aan Jan van Steffeswert (eerste helft 16e eeuw). Daarnaast bezit de kerk een drietal 17e-eeuwse houten beelden van Madonna met Kind, Sint-Maarten en een onbekende bisschop met boek (Sint-Hilarius?), en een drietal 18e-eeuwse beelden (een Heilige Familie, een lindenhouten kruisbeeld in het koor en een kleiner kruisbeeld op de preekstoel).
Tot het liturgisch vaatwerk behoren: drie miskelken, waarvan één uit 1686; de andere twee 18e-eeuws, een vroeg-19e-eeuwse stralenmonstrans met palmbladmotief, twee reliekhouders met stralenkransen en een ciborie uit het eerste kwart van de 19e eeuw, twee zilveren kroontjes en zilverbeslag voor een missaal met afbeeldingen van Maria en Sint-Maarten, alles uit dezelfde tijd. Verder een stel ampullen met ovale schotel uit 1844, een koperen processiekruis uit ca. 1800 en een ronde koperen schaal, wellicht uit de 17e eeuw.
Van de paramenten kan genoemd worden een rood-wit zijden 'driestel' (liturgische gewaden voor priester, diaken en subdiaken) met geborduurde bloemen en ranken uit ca. 1800.

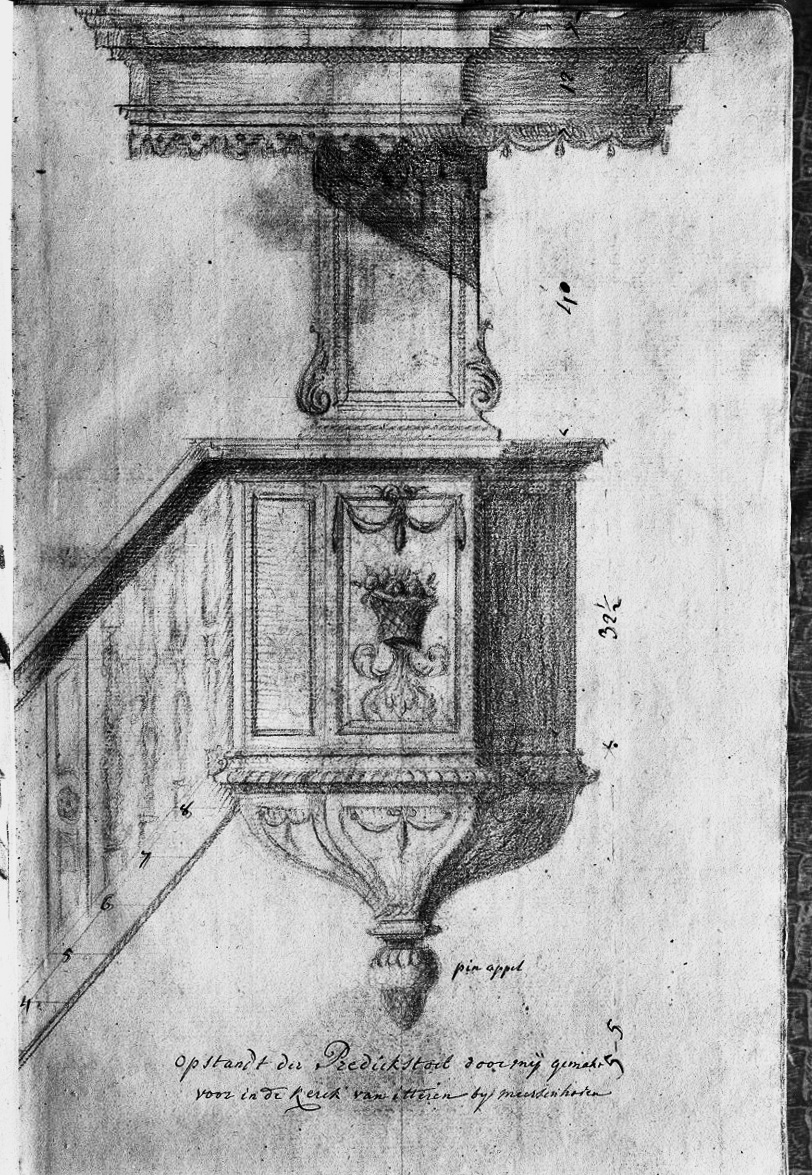
Tekening preekstoel
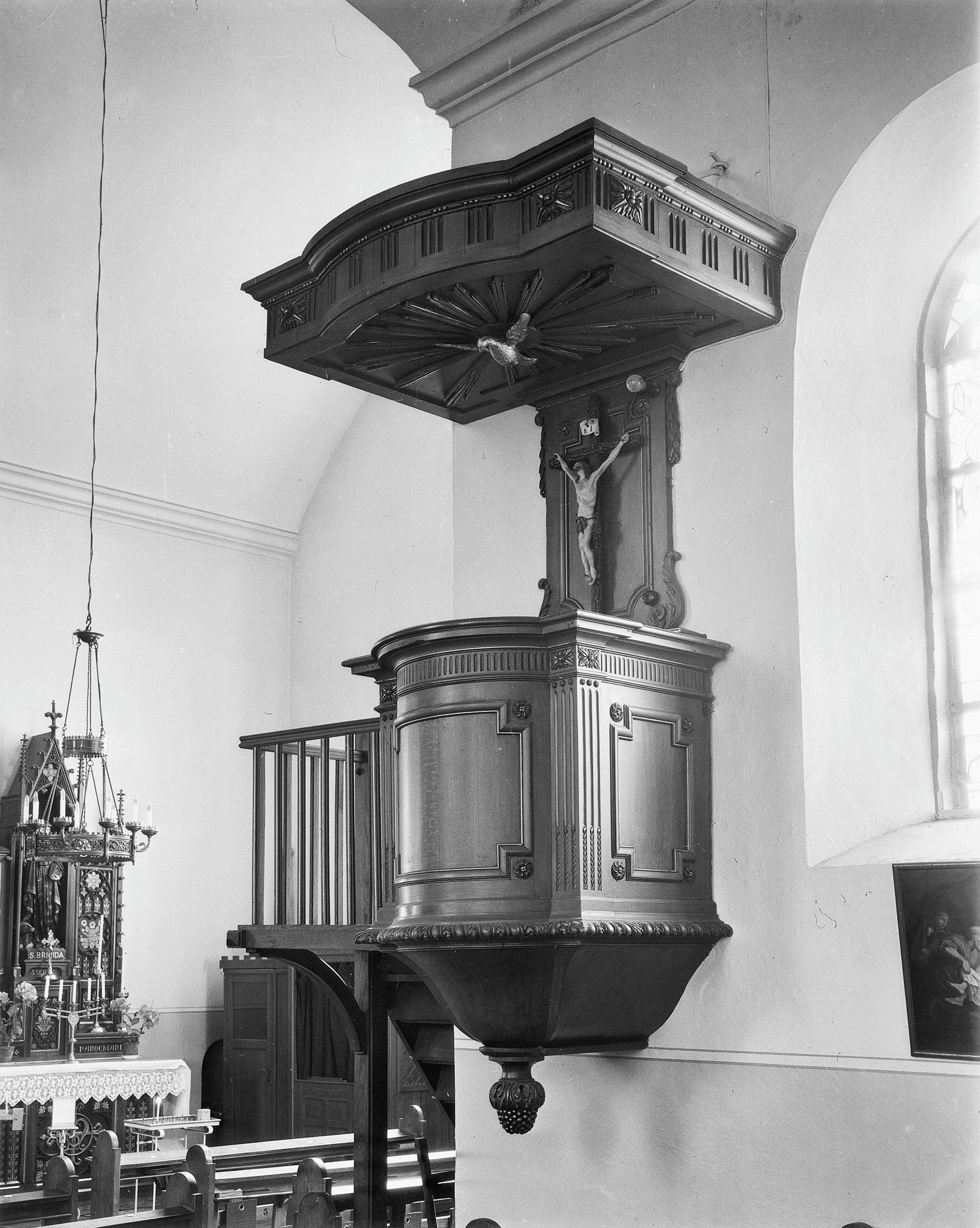
Preekstoel
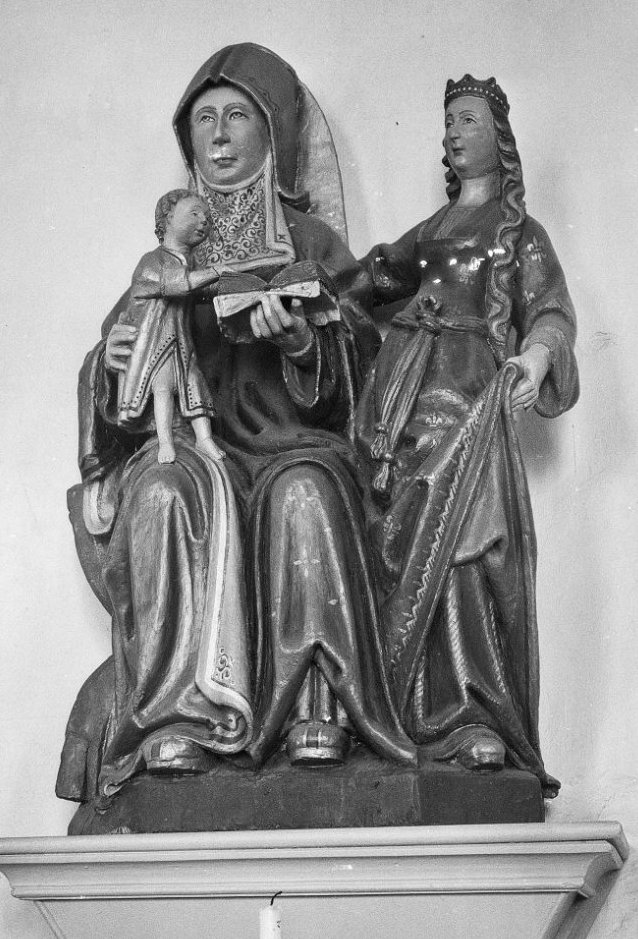
Sint-Anna te Drieën